# Đồng(II) azide
Đồng(II) azua, một hợp chất vô cơ có công thức hóa học Cu(N3)2, là muối đồng(II) của axit hydrazoic, dễ nổ.

## Điều chế
Đồng(II) azua có thể thu được bằng cách cho đồng(II) nitrat phản ứng với natri azua:
{\displaystyle {\mathsf {Cu(NO_{3})_{2}+2NaN_{3}\rightarrow Cu(N_{3})_{2}+2NaNO_{3}}}}
Ngoài ra, một lượng azua cũng được hình thành do tác dụng của dung dịch axit hydrazoic với đồng. Trong trường hợp này, amonia, nitơ và hydrazin có thể là sản phẩm phụ tùy thuộc vào nồng độ axit và nhiệt độ.
Tác dụng của axit hydrazoic với đồng(I) oxit cũng tạo ra đồng(II) azua:
{\displaystyle {\mathsf {Cu_{2}O+5HN_{3}\rightarrow 2Cu(N_{3})_{2}+N_{2}+H_{2}O+NH_{3}}}}
Tùy thuộc vào độ tinh khiết của sản phẩm, màu của đồng(II) azua có thể là vàng, lục đến nâu.

## Tính chất vật lý
Đồng(II) azua không có ứng dụng thực tế do độ nhạy cực cao của nó đối với khả năng tự nổ.
| Tiêu chí               | Giá trị          |
| ---------------------- | ---------------- |
| Tốc độ nổ              | 5000–5500 m·s−1  |
| Nhiệt do cháy          | 67,23 kcal g −1  |
| Năng lương̣̣ hoaṭ hóa    | 26,5 kcal mol −1 |
| Tương đương với tetryl | 0,001 g          |
| Tương đương với PETN   | 0,0004 g         |

Độ nhạy tác động lên máy:
| Tiêu chí            | Giá trị |
| ------------------- | ------- |
| Giảm trọng lượng, g | 600     |
| Giới hạn trên, mm   | 70      |
| Giới hạn dưới, mm   | 10      |

Theo một số đặc điểm, đồng(II) azua vượt trội hơn nhiều loại ngòi nổ khác, ví dụ, 0,4 mg đồng(II) azua có thể tạo ra vụ nổ PETN, trong khi để đạt được hiệu quả tương tự, cần sử dụng 10 mg chì(II) azua.

## Tính chất hóa học
Khi đun nóng dung dịch azua trong nước, quá trình thủy phân xảy ra với sự tạo thành muối kiềm của đồng(II) azua:
{\displaystyle {\mathsf {Cu(N_{3})_{2}+H_{2}O\rightarrow Cu(OH)N_{3}+HN_{3}}}}
Một số muối phức ít nổ hơn đã được biết đến, chẳng hạn như Cu(NH3)4(N3)2 và Li4Cu(N3)6.

## Độc tính
Giống như tất cả các muối azua khác, đồng(II) azua là một loại muối có độc tính cao.

## Muối kiềm
Cu(N3)2 có thể tạo ra các loại muối kiềm, công thức tổng quát là Cu(N3)2·xCu(OH)2. Các muối sau đã được biết đến:
- Cu(N3)2·Cu(OH)2 (= CuOHN3) – chất rắn vàng nâu;
- Cu(N3)2·2Cu(OH)2 – chất rắn vàng lục;
- Cu(N3)2·3Cu(OH)2 – chất rắn lục.

Cu(N3)2·8CuO cũng được biết đến, dưới dạng chất rắn lục lam.

## Hợp chất khác
Cu(N3)2 còn tạo một số hợp chất với NH3, như Cu(N3)2·2NH3 là tinh thể lục lam, D = 1,99 g/cm³ hay Cu(N3)2·4NH3 là tinh thể màu dương, nổ ở 202 °C (396 °F; 475 K).
Cu(N3)2 còn tạo một số hợp chất với CON4H6, như Cu(N3)2·CON4H6 là tinh thể lục.